# Teatro Adolpho Mello
O Teatro Adolpho Mello é um teatro da cidade catarinense de São José. Localizado no Centro Histórico da cidade, foi fundado em 1854 e teve o prédio inaugurado dois anos depois, notabilizando-se por ter sido a primeira casa para espetáculos teatrais do estado de Santa Catarina ainda existente e a terceira no Brasil. Em sua fachada, junto do ano de fundação, está escrito o nome Theatro Municipal, que é o nome original e é também usado para se referir ao prédio.

## História

### O primeiro século
Durante o período imperial, o atual Centro Histórico de São José estava no auge, e um grupo local de amantes do teatro criou a primeira casa para espetáculos teatrais na cidade, colocando a pedra fundamental no dia 17 de setembro de 1854. Em 21 de junho de 1856, o prédio foi inaugurado, no mesmo dia em que São José foi elevada a categoria de cidade. Sua arquitetura era inicialmente de tendências coloniais, com iluminação por lampião.
Um teatro anterior já tinha sido criado em Santa Catarina, em Desterro: era o Teatro São Pedro de Alcântara, que, entretanto, estava em péssimas condições na década de 1850, o que levou a compra de um terreno para abrigar o Teatro Santa Isabel (o atual Teatro Álvaro de Carvalho) em 1857, mas este só abriu em 1871. O prédio que abrigava o Teatro São Pedro de Alcântara foi demolido em 1869, o que faz do Teatro Adolpho Mello o mais antigo do estado ainda em funcionamento. Uma iniciativa de espaço teatral contemporânea ao Teatro Adolpho Mello é feita em Laguna a partir de 1855.
A primeira peça do teatro foi O Monge da Serra D’ossa. O prédio foi voltado exclusivamente ao teatro entre 1856 e 1910, quando foi criado o cinema da Liga Josefense, que fez no teatro a primeira sessão de cinema da cidade no 3 de novembro de 1912. O teatro também serviu de quartel durante a Revolução Federalista, entre 1894 a 1895. Passou por várias reformas durante a sua história, com a mais notória a de 1924, quando o prédio ganha seu formato definitivo neoclássico. As obras de reforma iniciadas em 1924 foram inauguradas em 31 de maio de 1925. 
O teatro recebeu diversos usos em sua história além os espetáculos teatrais em si, como espetáculos de dança e lutas, também tendo recebido dois cinemas após a grande reforma de 1924: o Cine York entre 1925 e 1937 e o Cine Rajá entre os anos de 1948 e 1979. Novas reformas acontecem em 1954, cem anos depois da pedra fundamental ter sido colocada, e logo após o fim do cinema, quando a prefeitura retoma a administração total do teatro.

### Anos 1980: tentativa de venda e novo nome
Nos anos 1980 o prédio quase foi vendido, com uma discussão sobre isso tendo ocorrido na Câmara Municipal e evitada após o governo de Santa Catarina declarar o prédio como sendo de utilidade pública, ficando com o controle do teatro, após intervenção de Gilberto Gerlach, presidente do Cine Clube Nossa Senhora do Desterro. Nessa década também ocorre a última reforma do século XX na edificação, quando Gerlach fez um projeto de reforma e recuperação do prédio, que também recebeu obras de Rodrigo de Haro. Ele foi reaberto em 1981, se tornando também a sede do Cine Clube e, em 1982, foi renomeado em homenagem ao violinista, compositor e regente Adolpho Ferreira Mello, josefense nascido em 1861 que também foi tesoureiro-geral de Santa Catarina e diretor do Conselho Municipal de Desterro.
Em 1984, o Cine Clube Nossa Senhora do Desterro deixa o Adolpho Mello e vai para o Centro Integrado de Cultura (CIC), em Florianópolis, e o teatro volta a ter apenas espetáculos teatrais. Sem o Cineclube, o interesse do governo catarinense diminui e no fim da década, em 1989, o teatro volta para o município de São José.

### Século XX
Desde 2005, é patrimônio cultural de São José, sendo este seu único tombamento. Em 2013, o teatro foi interditado, dando início a um processo de reforma e restauração com gastos estimados em cerca de dois milhões e meio de reais. Nessa restauração, o teatro ganhou novos sistema de som, iluminação, climatização, decoração, pisos e forros, , teve a pintura interna e externa refeita e banheiros, mezanino, camarins e cabine de som foram reformados, além de receber adaptações para as normas de acessibilidade mais atuais. Foi reaberto em 23 de dezembro de 2020, tendo ganho também uma estátua de Adolpho Mello feita pelo artista plástico Plínio Verani.
Em 2023, o teatro foi homenageado pela escola de samba josefense GRCES Jardim das Palmeiras na estreia da agremiação no desfile principal do Carnaval de Florianópolis.

## Estrutura
O teatro tem 150 lugares e uma área de 343 metros quadrados, onde são oferecidas oficinas e atividades culturais. As oficinas continuaram sendo ofertadas, mesmo durante o período em que o prédio ficou fechado.